# Luis Antonio de Vega
Luis Antonio de Vega Rubio (1900 Bilbao - 1977 Madrid) fue un arabista de gran prestigio, además de gastrónomo autor de varios libros sobre las variedades regionales de la culinaria española, así como de los vinos de España. 

## Obra

### Poesía
- Timonel
- Romancero colonial

### Novela
- El retorno de Euria Massard, 1921
- L'Busbir
- Como las algas muertas
- Los que no descienden de Eva, (Premio Unamuno. 2ª edición traducida al alemán)
- Sirena de pólvora
- La casa de las rosas amarillas
- La disparatada vida de Elisabeth
- Amor entró en la judería, Espasa Calpe, 1944
- Yo le di mis ojos, 1952
- El barrio de las bocas pintadas, 1954
- Los hijos del novio, 1956
- "Viaje por la cocina español",Salvat Editores,S.A.,1969

### Culinaria
La obra culinaria de Luis Antonio de Vega se centra principalmente en la compilación de temas culinarios diversos en torno de diversos libros. Algunos de los más conocidos son:
- Viaje por la cocina española
- Guía gastronómica de España

### Reportajes
- Por el camino de los dromedarios
- Mis amigas eran espías
- Espías sobre el mapa de África
- Yo he sido emperador

### Biografía
- Frascuelo